# 바람난 도시
"바람난 도시"(The City in Amour)는 한국에서 제작된 김양득 감독의 1985년 영화이다. 임성민 등이 주연으로 출연하였고 김인동 등이 제작에 참여하였다.

## 출연

### 주연
- 임성민
- 이미숙
- 김추련
- 명희

## 기타
- 원작자: 박승훈
- 조명: 최입춘
- 녹음: 김성찬